# Aleksandar Ćapin
Aleksandar Ćapin (serbisch-kyrillisch Александар Ћапин, * 6. Oktober 1982 in Sarajevo, SFR Jugoslawien) ist ein serbisch-slowenischer Basketballspieler. Der slowenische Nationalspieler und zweimalige EM-Endrunden-Teilnehmer spielte professionell bis auf Spanien und Nordeuropa für Klubs aus allen wichtigeren und größeren Basketballligen des europäischen Kontinents, darunter auch eine Saison in der deutschen Basketball-Bundesliga 2003/04 für die Telekom Baskets Bonn. Mit KK Krka hat Ćapin 2003 eine slowenische Meisterschaft gewonnen und die Finalspiele des ULEB Eurocups erreicht. Mit Žalgiris Kaunas gewann er 2011 die litauische Meisterschaft sowie die der Baltic Basketball League 2010 und 2011. Mit Radnički Kragujevac zog Ćapin als „Regular Season“-MVP und Topscorer der ABA-Liga 2012/13 in das Final-Four-Turnier dieser Liga ein. Zuletzt gewann Ćapin mit MZT Skopje 2015 eine mazedonische Meisterschaft, nachdem er mit KK Budućnost Podgorica 2014 bereits montenegrinischer Meister geworden war. Seit der Saison 2015/16 spielt Ćapin für KK Igokea Aleksandrovac in Bosnien.

## Karriere
Ćapin spielte in seiner Jugend für die Nachwuchsmannschaften des serbischen Spitzenklubs KK Partizan in Belgrad. Mit 17 Jahren wechselte er im Jahr 2000 zum slowenischen Meister KK Krka in Novo mesto, mit dem er auch zunächst an der Suproleague sowie der EuroLeague teilnahm. Während man sich unter Trainer Aleš Pipan in der FIBA Suproleague 2000/01 unter anderem gegen den zweiten deutschen Vertreter Bayer Giants Leverkusen durchsetzen konnte und dann im Achtelfinale gegen den späteren Finalisten Panathinaikos Athen ausschied, schied man in der EuroLeague 2001/02 bereits nach der Vorrunde aus, die man aber auch erst durch zwei Siege in der Qualifikation gegen die Telekom Baskets Bonn erreicht hatte. In der darauffolgenden Saison spielte die Mannschaft unter dem kroatischen Trainer Neven Spahija im neu eingerichteten ULEB Cup 2002/03 für Vereine, die sich nicht für die Euroleague qualifiziert hatten, und erreichte in der Premierensaison die Finalspiele, die jedoch gegen den spanischen Vertreter Pamesa Valencia verloren gingen. Der 20-jährige Ćapin war nunmehr Starting PG seiner Mannschaft geworden und erzielte gut 13 Punkte und drei Assists pro Spiel im ULEB Cup. National hatte es für Krka zunächst nur zu zwei Vizemeisterschaften hinter Rekordmeister KK Union Olimpija aus der Hauptstadt gereicht. In der Saison 2001/02 verlor man neben der nationalen Meisterschafts-Finalserie und  dem Pokalfinale auch das Finale der erstmals ausgespielten Adriatischen Basketballliga (ABA-Liga) gegen den Erzrivalen. 2003 konnte KK Krka den Rekordmeister erneut vom Thron stoßen und die Meisterschaft gewinnen. Neben Trainer Spahija verließ auch Ćapin trotz eines laufenden Vertrags den slowenischen Meister.
Nachdem Ćapins laufender Vertrag in Novo mesto für ungültig erklärt worden war, holte ihn der ebenfalls aus Bosnien stammende serbische Trainer Predrag Krunić zu den Telekom Baskets aus Bonn in die deutsche Basketball-Bundesliga. Im ULEB Cup 2003/04 enttäuschten die Bonner und schieden nach nur drei Siegen in zehn Spielen nach der Vorrunde aus. National erreichte die Mannschaft als Hauptrundenzweiter der Saison 2003/04, in der Ćapins individuelle Statistiken denen seiner Vorsaison im ULEB Cup entsprachen, eine erneut gute Ausgangssituation für die Play-offs um die Meisterschaft, doch konnte man diese erneut nicht nutzen und verlor in der Halbfinalserie knapp in fünf Spielen gegen den späteren Meister Opel Skyliners Frankfurt, der damit als Titelgewinner die Serie des siebenfachen Meisters Alba Berlin beendete. Zur folgenden Saison wechselte Ćapin an den Ärmelkanal zum französischen Vizemeister BCM Gravelines aus Dünkirchen. Nach eher mäßigem Saisonstart im ULEB Cup 2004/05 und nationaler Liga wechselte Ćapin nach nur 13 Einsätzen in der LNB Pro A im Dezember 2004 in die griechische A1 Ethniki zum Verein Panellinios nach Athen, der am Saisonende auf dem drittletzten Platz knapp den Klassenerhalt erreichte. Für die EM-Endrunde 2005 wurde der frühere Junioren-Nationalspieler von seinem früheren Vereinstrainer Pipan nun auch für die slowenische Herrenauswahl berufen. In Gruppenspielen in der Belgrader Pionir-Halle ungeschlagen, verlor Slowenien das Viertelfinale gegen Deutschland in der Belgrad-Arena und erreichte schließlich auf dem sechsten Platz zumindest noch die Qualifikation für die WM-Endrunde 2006. Ćapin erhielt nach dem Auftaktsieg erst wieder in der Platzierungsrunde Einsatzzeit.
Nach einer Saison beim italienischen Erstligisten Viola aus Reggio Calabria, der nach nur drei Saisonsiegen am Saisonende abstieg und den professionellen Spielbetrieb zunächst einstellte, wechselte Ćapin 2006 innerhalb der Lega Basket Serie A aus Kalabrien an den Fuß der Alpen zum bisherigen Ligakonkurrenten Cimberio aus Varese. Mit dem Traditionsverein und mehrfachen Europapokalgewinner der 1970er Jahre schaffte er als Siebter die Rückkehr in die Play-offs 2007, in denen man in der ersten Runde dem lombardischen Erzrivalen und Rekordmeister Olimpia Milano unterlag. Ćapins früherer Bonner Mannschaftskamerad Rimantas Kaukėnas gewann als MVP der Finalserie gegen Mailand mit Montepaschi Siena deren zweite nationale Meisterschaft. Nachdem Ćapin für die WM-Endrunde nicht nominiert worden war, kehrte er zur EM-Endrunde 2007 in den Kreis der Nationalmannschaft zurück, die erneut stark mit fünf Siegen ins Turnier startete. Nach einem Kantersieg mit 77:47 in der Viertelfinalrevanche gegen Deutschland verlor Slowenien jedoch die folgenden drei Spiele und verpasste die direkte Qualifikation für das olympische Basketballturnier 2008. Nationaltrainer Pipan hatte Ćapin nur im Auftaktspiel eingesetzt, ansonsten war dieser bereits vom jüngeren, künftigen NBA-Profi Goran Dragić in der Rotation verdrängt worden. Die folgende Saison 2007/08 verlief beinahe katastrophal für Varese und der Verein musste nach nur acht Saisonsiegen als Tabellenvorletzter zum zweiten Mal nach 1992 absteigen. Ćapin war daran zuletzt nicht mehr beteiligt, denn er war im Januar 2008 freigestellt worden und nach Griechenland zurückgekehrt, wo er mit Panionios aus Athen auf dem vierten Platz die Meisterschafts-Play-offs erreichte. Nachdem man in der ersten Runde Ćapins frühere Mannschaft Panellinios glatt in zwei Spielen bezwungen hatte, verlor man in der Halbfinalserie ebenso glatt gegen den damaligen Serienmeister und Lokalrivalen Panathinaikos.
Im Herbst 2008 zog sich Ćapin in einem Vorbereitungsspiel in Rostow am Don eine Hüftverletzung zu, die operiert werden musste. Der ukrainische Meister BK Asowmasch Mariupol löste daraufhin den mit Ćapin geschlossenen Vertrag auf. Nachdem Ćapin Anfang 2009 zunächst mit dem polnischen Meister Asseco Prokom Gdynia in Verbindung stand, kehrte Ćapin in die Region am Asowschen Meer zurück und unterschrieb einen Vertrag beim russischen Klub Lokomotive aus Rostow dort, wo er sich ein halbes Jahr zuvor verletzt hatte. Dort blieb er jedoch mit dem Verein nicht lange, denn der gesamte Klub zog nach Saisonende in das weiter südlich gelegene Krasnodar um. Der Saisonauftakt in der Saison 2009/10 verlief jedoch enttäuschend, nachdem man unter anderem international sieglos nach der Vorrunde der EuroChallenge 2009/10 ausschied, in der man auch zweimal dem späteren Titelgewinner BG Göttingen unterlegen war. Zum Jahreswechsel wechselte Ćapin daraufhin zum litauischen Meister Žalgiris nach Kaunas, mit dem er in der Zwischenrunde der EuroLeague 2009/10 unter anderem am polnischen Meister Asseco Prokom scheiterte. Zwar konnte sich der litauische Rekordmeister den Titel 2010 in der Baltic Basketball League vom nationalen Konkurrenten Lietuvos rytas Vilnius in dessen Halle im Finale zurückholen, doch die nationalen Titel gingen erneut an den Erzrivalen. Während Žalgiris in der folgenden Saison in der Zwischenrunde der 16 besten Mannschaften der EuroLeague 2010/11 nach nur einem Sieg in sechs Spielen diesmal deutlich am Einzug in die Play-offs scheiterte, verteidigte man nicht nur den Titel in der baltischen Liga 2011, sondern konnte sich auch die nationalen Titel zurückholen. Ćapins Spielanteile bei Žalgiris hatten sich jedoch verringert und er erhielt keine Vertragsverlängerung mehr.
Nachdem sein früherer Vereinstrainer Aleš Pipan kein Nationaltrainer mehr war, war Ćapin auch nicht mehr für einen Endrundenkader der Nationalmannschaft berücksichtigt worden. Zu Beginn der Saison 2011/12 spielte er noch einmal in Slowenien für den Rekordmeister KK Union Olimpija in der Hauptstadt Ljubljana, der die letzten beiden Titel in der nationalen Meisterschaft jedoch an Ćapins früheren Verein Krka abgegeben hatte. Trotzdem durfte man als Finalist der ABA-Liga 2010/11 in der EuroLeague 2011/12 spielen, in der man in zehn Vorrundenspielen jedoch nur einen Heimsieg gegen Asseco Prokom erreichte und ausschied. Noch im Dezember 2011 wechselte Ćapin in die Türkiye Basketbol Ligi zu Türk Telekomspor aus der türkischen Hauptstadt Ankara, der jedoch am Saisonende auf dem neunten Platz knapp den Einzug in die Play-offs um die Meisterschaft verpasste. Ćapin, der auch einen serbischen Pass besitzt, spielte in der folgenden Saison dann erstmals in Serbien für KK Radnički in Kragujevac, der nach dem Umzug aus Vršac zum dritten Mal in Folge in der ABA-Liga 2012/13 teilnahm. Als Topscorer und bester Vorlagengeber mit knapp 18 Punkten und fünf Assists pro Spiel hatte Ćapin, der auf Basis der Effektivitätswertung als MVP der ABA-Liga-Hauptrunde ausgezeichnet wurde,  maßgeblichen Anteil daran, dass die Mannschaft sich etwas überraschend als Hauptrundendritter für das Final-Four-Turnier qualifizierte, das beim beinahe sensationell starken Hauptrundenersten KK Igokea Aleksandrovac in Laktaši ausgetragen wurde. Beide Überraschungsmannschaften verloren jedoch die Halbfinalspiele, als Radnički mit einem Punkt Unterschied KK Roter Stern Belgrad unterlag, und KK Partizan gewann seinen fünften Titel in dieser Liga.
In der folgenden Saison 2013/14 spielte Ćapin für den montenegrinischen Meister KK Budućnost aus der Hauptstadt Podgorica. In der ABA-Liga 2013/14 konnte sich die Mannschaft mit Ćapin nicht verbessern und verpasste auf dem fünften Platz erneut den Einzug in das Final-Four-Turnier. Nach dem siebten nationalen Double startete die Mannschaft im Eurocup 2014/15 erneut mäßig, nachdem man im Vorjahr bereits nach der Vorrunde ausgeschieden war. Im Dezember 2014 unterschrieb Ćapin kurz vor Weihnachten einen Zwei-Monats-Vertrag bei Juve Basket aus Caserta in Kampanien, womit er noch einmal in die italienische Serie A zurückkehrte. Die Mannschaft, in der Vorsaison noch knapp am Einzug in die Meisterschafts-Play-offs gescheitert, blieb jedoch am Tabellenende und konnte die Klasse am Saisonende nur durch den Rückzug anderer Mannschaften halten. Ćapins Vertrag war da bereits ausgelaufen und nicht verlängert worden. Stattdessen wechselte er für die Play-offs zum KK MZT Aerodrom in die mazedonische Hauptstadt Skopje, mit dem er deren vierten nationalen Titelgewinn in Folge feierte. Anschließend spielte Ćapin erstmals in Bosnien, wo er geboren worden war, beim KK Igokea Aleksandrovac aus Laktaši in der Republika Srpska.